# Clara Ferreira Alves
Clara Ferreira Alves é uma jornalista e escritora portuguesa.
Licenciada em Direito, pela Faculdade de Direito da Universidade de Coimbra, abandonou o estágio de advocacia para se tornar jornalista.
Começou na redação de A Tarde, dirigido por Nuno Rocha, conotado com o Centro-Direita. Passou em seguida pelo Correio da Manhã e pelo Jornal de Letras.
Posteriormente foi redatora principal, editora e crítica literária no Expresso. Notabilizou-se como cronista na revista, a Única, atualmente E, onde assina a coluna Pluma caprichosa, há mais de 20 anos.
Também foi cronista na revista Máxima, no jornal online Diário Digital e na rádio TSF.
Foi repórter de guerra, no Golfo.
Entre 2000 e 2004 foi diretora da Casa Fernando Pessoa, onde refundou a revista Tabacaria, que dirigiu.
Em 2004 recusou publicamente o cargo de directora do Diário de Notícias.
Foi membro do Conselho Diretivo do Centro Cultural de Belém.
Na televisão, participou nos programas O Senhor que se Segue, na SIC, e O Que Fica do que Passa, no Canal Q, tendo igualmente sido co-autora dos programas Figuras de Estilo, com Vasco Graça Moura, e Falatório, ambos na RTP2, e de O Caminho Faz-se Caminhando, com Mário Soares, na RTP1. É comentadora no programa de opinião política O Eixo do Mal, na SIC Notícias.
Publicou os livros Pluma Caprichosa, Passageiro Assediado, em co-autoria com Fernando Calhau, Mala de Senhora e Outras Histórias, Estado de Guerra e Pai Nosso.
É membro do júri do Prémio Pessoa e do German Marshall Fund em Portugal, e ainda do Conselho Geral da Universidade de Coimbra.
Em Junho de 2011, foi convidada para uma reunião do Clube de Bilderberg.

## Obras
- Passageiro Assediado (2000);
- A Pluma Caprichosa (2001);
- Mala de Senhora e Outras Histórias (2004);
- Estado de Guerra (2012);
- Pai Nosso (2015);
- Cenas da Vida Americana - de Reagan a Trump (2017).